# أندي هارينجتون (لاعب كرة قاعدة)
أندي هارينجتون (بالإنجليزية: Andy Harrington)‏ هو لاعب كرة قاعدة أمريكي، ولد في 13 نوفمبر 1888 في ويكفيلد في الولايات المتحدة، وتوفي في 12 نوفمبر 1938 في مالدن في الولايات المتحدة.

## وصلات خارجية
- أندي هارينجتون (لاعب كرة قاعدة) على موقعبيزبول رفرنس.كوم (الدوري الرئيسي) (الإنجليزية)
- أندي هارينجتون (لاعب كرة قاعدة) على موقعبيزبول رفرنس.كوم (الدوري الثانوي) (الإنجليزية)